# Otto Finsch
Otto Finsch (ur. 8 sierpnia 1839 w Cieplicach-Zdroju, zm. 31 stycznia 1917 w Brunszwiku) – niemiecki ornitolog i etnolog, założyciel Finschhafen na Nowej Gwinei.
Był dzieckiem kupca wyrobów szklanych. Pod wpływem poznanej w młodości przyrodniczej kolekcji rodu Schaffgotschów zainteresował się naukowo ornitologią i od 1861 pracował przy kolekcji ptaków Muzeum Historii Naturalnej w Lejdzie w Holandii, a w 1870 doktoryzował się na Uniwersytecie Bońskim. Po doktoracie odbył szereg wypraw badawczych, najważniejsze z których to eskapada po wyspach Pacyfiku trwająca od 1879 do 1882 oraz ekspedycja do północno-wschodniej części wyspy Nowa Gwinea, będącej wówczas kolonią niemiecką o nazwie Ziemia Cesarza Wilhelma, gdzie przebywał od 1884 do 1885. Później pracował w różnych miastach w Niemczech, a w 1897 powrócił do pracy w muzeum w Lejdzie, gdzie kierował jednym z jego działów do 1904, w którym to roku otrzymał kierownictwo działu muzeum w Brunszwiku. W 1910 został profesorem.
Otto Finsch specjalizował się przede wszystkim w badaniach ptaków i był odkrywcą przeszło 200 ich gatunków i podgatunków, które opisał po raz pierwszy. Angażował się także w ochronę rajskich ptaków, na które zaczęto masowo polować celem pozyskania ich ozdobnych piór. Opublikował szereg książek na temat ptaków, m.in. wschodniej Afryki (1870) i Nowej Gwinei oraz etnologii ludów Nowej Gwinei.

## Upamiętnienie
Nazwiskiem Finscha nazwano szereg taksonów, w tym rodzaj ptaka śpiewającego Finschia, rodzaj roślin o tej samej nazwie oraz krater księżycowy Finsch. W rodzinnych Cieplicach do końca II wojny światowej znajdowała się ulica jego nazwiska (Finschstrasse, obecnie S. Staszica) z tablicą upamiętniającą tego podróżnika i naukowca.